# Felix Hess (Theologe)
Felix Hess (* 5. Dezember 1742 in Zürich; † 3. März 1768 ebenda) war ein Schweizer Theologe.

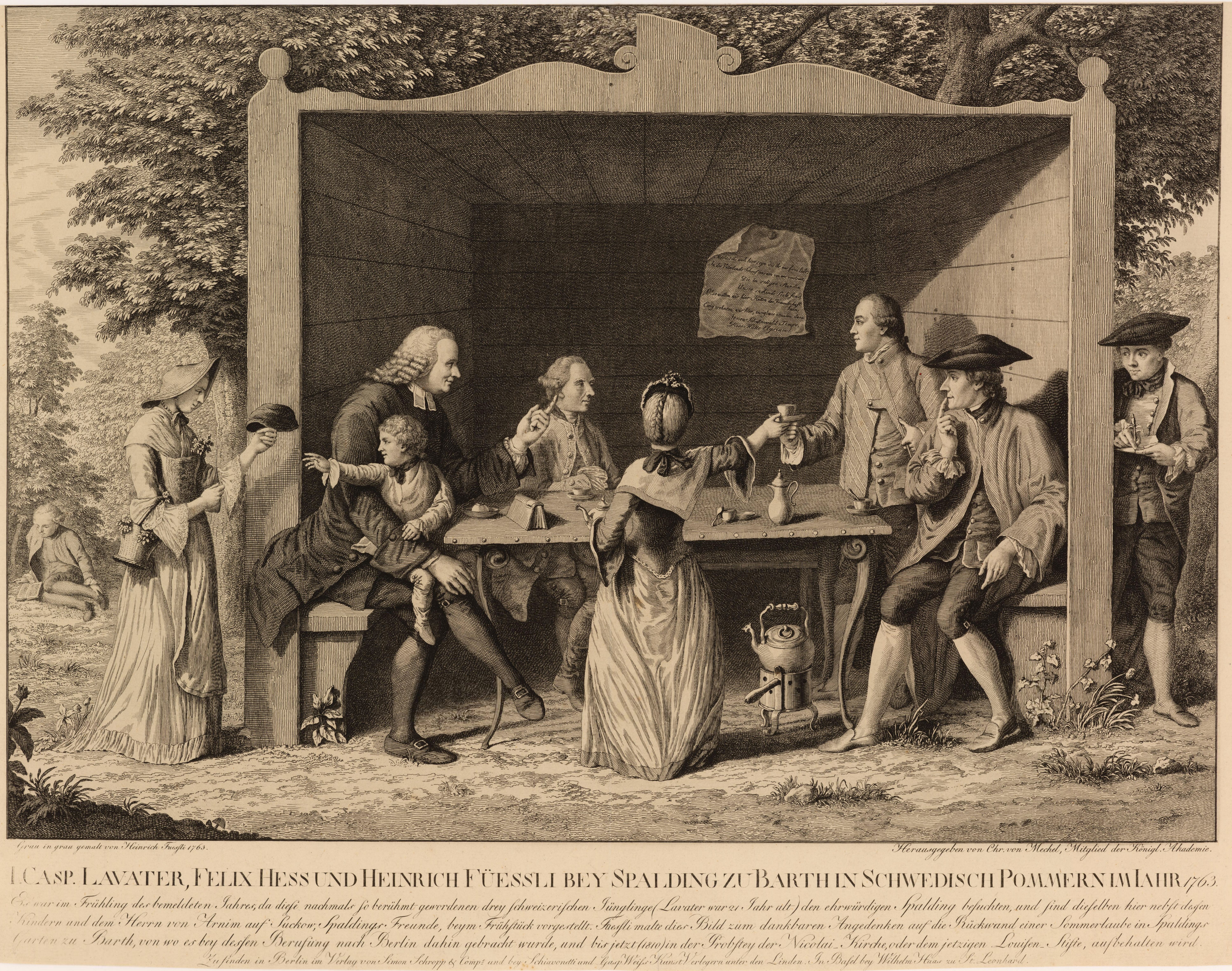
Johann Heinrich Füssli, Felix Hess und Johann Caspar Lavater zu Gast bei Johann Joachim Spalding im Sommer 1763

Er war ein Neffe von Johann Jakob Bodmer. 1763 wurde er in Zürich promoviert. 1763 reiste er mit Johann Kaspar Lavater nach Barth in Schwedisch-Pommern zum Aufklärungstheologen Johann Joachim Spalding. Hess wandte sich gegen Sozinianer (Antitrinitarier) und die Herrnhuter Brüdergemeine. Er trat für ein orthodox biblisches, die Vernunft einbeziehendes Christentum ein.

## Werke
- Phytographiae Sacrae Generalis Par. 7 Teile. Gessner, Zürich o. J. (Digitalisat Pars 1), (Pars 2), (Pars 3), (Pars 4), (Pars 5), (Pars 6), (Pars 7)
- Prüfung der philosophischen und moralischen Predigten. Zürich 1767. (Digitalisat)
- Sammlung einiger Predigten / von dem Verfasser der Prüfung philosophischer und moralischer Predigten Felix Hess. Orell, Geßner, Füßlin, Zürich 1777. (Digitalisat)